# Divo
Divo är en ort i Elfenbenskusten. Den ligger i distriktet Gôh-Djiboua, i den södra delen av landet, 110 km söder om huvudstaden Yamoussoukro.